# Gouvernement Hackzell
République de Finlande
Linkomies  Urho Castrén 
Le gouvernement Hackzell est le 27ème gouvernement de la République de Finlande, qui a siégé 45 jours du 8 août 1944 au 21 septembre 1944.

## Composition
| Ministre                                                       | Période            | Parti | Parti |
| -------------------------------------------------------------- | ------------------ | ----- | ----- |
| Premier ministre Anders Hackzell                               | 8.8.1944-21.9.1944 |       | amm.  |
| Ministre des Affaires étrangères Carl Enckell                  | 8.8.1944-21.9.1944 |       | amm.  |
| Ministre de la Justice Ernst von Born                          | 8.8.1944-21.9.1944 |       | RKP   |
| Ministre de l'Intérieur Kaarlo Hillilä                         | 8.8.1944-21.9.1944 |       | ML    |
| Vice-Ministre de l'Intérieur Eemil Luukka                      | 8.8.1944-21.9.1944 |       | ML    |
| Ministre de la Défense Karl Rudolf Walden                      | 8.8.1944-21.9.1944 |       | amm.  |
| Ministre des Finances Onni Hiltunen                            | 8.8.1944-21.9.1944 |       | SDP   |
| Vice-Ministre des Finances Olli Paloheimo                      | 8.8.1944-21.9.1944 |       | Kok   |
| Ministre de l'Éducation Kalle Kauppi                           | 8.8.1944-21.9.1944 |       | EP    |
| Ministre de l'Agriculture Viljami Kalliokoski                  | 8.8.1944-21.9.1944 |       | ML    |
| Ministre des Transports et des Travaux publics Väinö Salovaara | 8.8.1944-21.9.1944 |       | SDP   |
| Ministre du Commerce et de l'Industrie Uuno Takki              | 8.8.1944-21.9.1944 |       | SDP   |
| Ministre des Affaires sociales Aleksi Aaltonen                 | 8.8.1944-21.9.1944 |       | SDP   |
| Ministre du Bien-être public Kaarle Ellilä                     | 8.8.1944-21.9.1944 |       | ML    |
| Vice-Ministre du Bien-être public Jalo Aura                    | 8.8.1944-21.9.1944 |       | SDP   |